# Calpúrnia (gente)
A gente Calpúrnia (em latim: Calpurnia; pl. Calpurnii) foi uma gente plebeia da Roma Antiga que apareceu na história pela primeira vez no século III a.C.. O primeiro a conquistar o consulado foi Caio Calpúrnio Pisão, em 180 a.C., mas, a partir daí, os consulados tornaram-se muito frequentes e a família dos Pisões (em latim: Piso) se tornou uma das mais ilustres do estado romano. Duas importantes leis republicanas, a Lex Calpurnia, de 149 a.C., e a Lex Acilia Calpurnia, de 67 a.C., foram propostas por membros desta gente.

## Origem
Os Calpúrnios eram descendentes de Calpo (em latim: Calpus), o filho de Numa Pompílio, segundo rei de Roma, motivo pelo qual a efígie de Numa aparece em algumas moedas da gente.

## Prenomes
Os principais prenomes (praenomina) dos Calpúrnios eram Lúcio, Caio, Marco e Cneu.

## Ramos e cognomes
Os cognomes (cognomina) utilizados pelos Calpúrnios durante o período republicano são "Béstia" (em latim: Bestia), "Bíbulo" (em latim: Bibulus), "Flama" (em latim: Flamma) e "Pisão" (em latim: Piso).
Pisão era o nome da mais importante das famílias da gente Calpúrnia. Como muitos outros cognomes, este está ligado à agricultura e é uma referência ao verbo "pisere" ou "pinsere", que significa a batida ou moenda do milho. A família apareceu pela primeira vez durante a Segunda Guerra Púnica e, a partir daí, tornou-se uma das mais distintas de Roma. Ela conseguiu preservar sua reputação durante o período imperial e, no século I, só perdia para a família imperial em prestígio. Muitos dos Pisões tinham ainda os agnomes (agnomina) "Cesonino" (em latim: Caesoninus) e "Frúgio" (em latim: Frugi).
Dos demais cognomes dos Calpúrnios republicanos, Béstia é uma referência a "besta", "animal se razão". Bíbulo pode ser traduzido como "gosta de beber" ou "sedento" e Flama é uma referência direta ao fogo.

## Membros

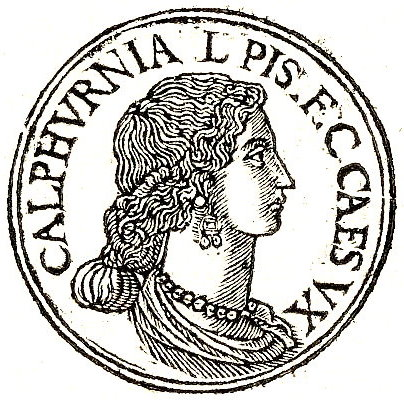
Calpúrnia Pisônia, última esposa de Júlio César

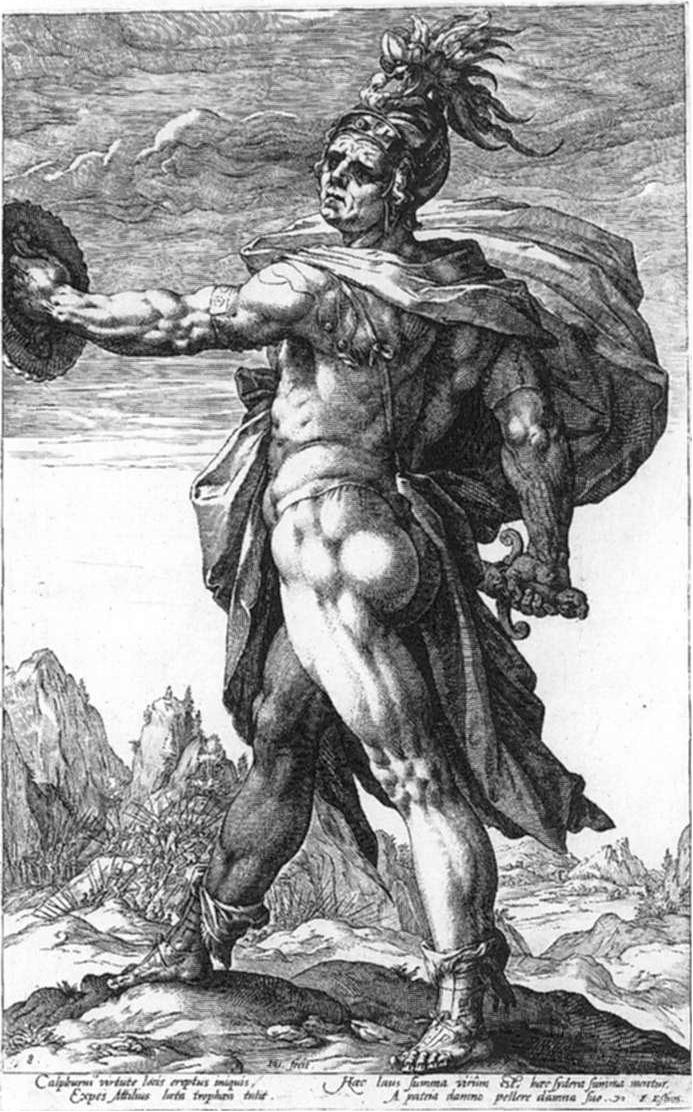
Lúcio Calpúrnio Pisão Frúgio, usurpador que tentou tomar o trono romano por um breve período em 261

### Primeiros Calpúrnios
- Marco Calpúrnio Flama, tribuno militar em 258 a.C., durante a Primeira Guerra Púnica. Liderou uma audaciosa missão para libertar o exército do cônsul Aulo Atílio Calatino.

### Calpúrnios Pisões
- Caio Calpúrnio Pisão, pretor em 211 a.C..
- Caio Calpúrnio Pisão, cônsul em 180 a.C., triunfou sobre os lusitanos e celtiberos.
- Lúcio Calpúrnio Pisão, enviado como embaixador até os aqueus em Sicião em 198 a.C..[7]
- Lúcio Calpúrnio Pisão Cesonino, originalmente um membro da gente Cesônia e adotado por um Calpúrnio. Cônsul em 148 a.C..
- Cneu Calpúrnio Pisão, cônsul em 139 a.C..[8]
- Quinto Calpúrnio Pisão, cônsul em 135 a.C., enviado contra Numância, mas, ao invés de atacar a cidade, saqueou o território de Palância.[9][10][11]
- Calpúrnio Pisão, pretor por volta de 135 a.C., derrotado na Primeira Guerra Servil.[12]
- Lúcio Calpúrnio Pisão Frúgio, cônsul em 133 a.C. e que venceu os escravos sicilianos na Primeira Guerra Servil.

- Lúcio Calpúrnio Pisão Cesonino, cônsul em 112 a.C..
- Lúcio Calpúrnio Pisão Frúgio, propretor na Hispânia Ulterior por volta de 112 a.C..

- Calpúrnio Pisão, lutou com sucesso contra os trácios por volta de 104 a.C..[13]

- Lúcio Calpúrnio Pisão Cesonino, fabricante de armas em Roma durante a Guerra Social[14]
- Lúcio Calpúrnio Pisão Frúgio, pretor em 74 a.C., frustrou alguns dos esquemas de seu colega, Verres.[15]
- Cneu Calpúrnio Pisão, legado de Pompeu durante a Campanha de Pompeu contra os piratas e da Terceira Guerra Mitridática.
- Caio Calpúrnio Pisão, cônsul em 67 a.C..
- Cneu Calpúrnio Pisão, um dos conspiradores na facção de Catilina, propretor na Hispânia Citerior.
- Marco Púpio Pisão, originalmente um dos Calpúrnios, adotado depois por Marco Púpio; cônsul em 61 a.C..
- Lúcio Calpúrnio Pisão Cesonino, cônsul em 58 a.C. e sogro de Júlio César.
- Caio Calpúrnio Pisão Frúgio, questor em 58 a.C., casado com Túlia Cícera, filha de Cícero.
- Calpúrnia Pisônia, a última esposa do ditador Júlio César.
- Marco Pisão, pretor em 44 a.C., adversário de Marco Antônio, motivo pelo qual foi elogiado por Cícero[16]
- Cneu Calpúrnio Pisão, aliado de Pompeu e, depois, de Bruto e Cássio; foi perdoado depois e eleito cônsul em 23 a.C..
- Lúcio Calpúrnio Pisão Cesonino, cônsul em 15 a.C..
- Lúcio Calpúrnio Pisão Cesonino, filho mais velho do cônsul em 15 a.C.
- Cneu Calpúrnio Pisão, cônsul em 7 a.C., acusado de assassinar Germânico.
- Lúcio Calpúrnio Pisão, o Áugure, cônsul em 1 a.C..[17]
- Lúcio Calpúrnio Pisão, acusado de conspirar contra a vida Tibério em 24.
- Lúcio Calpúrnio Pisão, pretor na Hispânia Citerior em 25.[18]
- Lúcio Calpúrnio Pisão, cônsul em 27.
- Marco Calpúrnio Pisão, filho mais novo do cônsul em 7 a.C., foi acusado com seu pai, mas foi perdoado por Tibério.
- Caio Calpúrnio Pisão, cônsul em 41 com o imperador Cláudio e o cabeça da Conspiração Pisoniana contra Nero em 65.
- Lúcio Calpúrnio Pisão, cônsul em 57 com o imperador romano Nero.
- Lúcio Calpúrnio Pisão Liciniano, nomeado herdeiro pelo imperador Galba e assassinado por ordem de Otão em 69.
- Calpúrnio Pisão Galeriano, filho do cônsul em 41, foi assassinado por Caio Licínio Muciano, o prefeito pretoriano de Vespasiano.[19]
- Caio Calpúrnio Pisão, cônsul em 111.
- Calpúrnio Pisão, cônsul em 175, durante o reinado de Cômodo.[20]
- Lúcio Calpúrnio Pisão Frúgio, um usurpador do século III que foi descrito na "História Augusta".

### Calpúrnios Béstias
- Lúcio Calpúrnio Béstia, cônsul em 111 a.C., um dos líderes da Guerra de Jugurta, primeiro com muito vigor, mas, depois de receber uma substancial quantia em dinheiro, foi convencido a firmar uma paz.
- Calpúrnia, a esposa de Públio Antíscio e mãe de Antístia, esposa de Pompeu.[21]
- Lúcio Calpúrnio Béstia, tribuno da plebe em 62 a.C., um dos conspiradores de Catilina.
- Lúcio Calpúrnio Béstia, provavelmente o mesmo tribuno de 62 a.C., concorreu sem sucesso ao consulado em 57 a.C..

### Calpúrnios Bíbulos
- Marco Calpúrnio Bíbulo, cônsul em 59 a.C., adversário de Júlio César e partidário de Pompeu durante a guerra civil.
- Calpúrnio Bíbulo, nome de dois filhos de Marco Calpúrnio Bíbulo cujos prenomes são desconhecidos; foram assassinados pelos soldados de Aulo Gabínio no Egito em 50 a.C..[22][23]
- Lúcio Calpúrnio Bíbulo, enteado de Marco Júnio Bruto, foi depois perdoado por Marco Antônio e nomeado governador da Síria por Augusto.

### Outros
- Calpúrnio, porta-estandarte da Legio I Germanica, na Germânia, na época da ascensão de Tibério (14). Evitou que os soldados de Germânico assassinassem Lúcio Munácio Planco, o enviado do Senado Romano.[24]
- Caio Calpúrnio Avíola, cônsul sufecto em 24. É possível que tenha sido um Calpúrnio Pisão[25].
- Calpúrnio Salviano, acusou Sexto Mário em 25, mas foi refutado por Tibério e expulso do Senado.[26]
- Calpúrnia, uma concubina favorita do imperador romano Cláudio, enviada por Tibério Cláudio Narcisso para informar o imperador do casamento de Valéria Messalina e Caio Sílio.[27]
- Calpúrnia, uma mulher de alta estirpe, exilada por ciúme de Agripina, a esposa de Cláudio, mas reconvocada por Nero em 60, depois do assassinato dela.[28]
- Calpúrnio Fabato, equestre acusado de vários crimes durante o reinado de Nero; avô de Calpúrnia, a terceira esposa de Plínio, o Jovem.[29]
- Calpúrnia, a terceira esposa de Plínio, o Jovem.[30]
- Calpúrnio Asprenas, nomeado governador da Galácia e da Panfília pelo imperador Galba; convenceu os partidários do "falso Nero" a executá-lo.[31]
- Calpúrnio Crasso, exilado para Taranto por conspirar contra o imperador Nerva; foi depois executado por participar de uma outra conspiração contra Trajano.[32][33]
- Calpúrnio Flaco, um retórico da época de Adriano.[34][35]
- Sexto Calpúrnio Agrícola, governador da Britânia no século II.
- Tito Calpúrnio Sículo, um poeta, provavelmente viveu na segunda metade do século III.
- Calpúrnio, diácono cristão e pai de São Patrício.